# Bror Urnefelt
Jonas Bror Urnefelt, (fram till 1947 Nilsson), född 9 augusti 1906 i Bjuråkers socken, Gävleborgs län, död 14 december 1952 i Flen, var en svensk journalist, författare, målare och tecknare.
Han var son till Jonas Nilsson och Anna Jonsdotter och från 1948 gift med Lisbeth Park. Urnefelt studerade konst vid Figge Fredrikssons målarskola i Stockholm under 1920-talet. Han medverkade i ett flertal samlingsutställningar men nådde ingen större framgång och var tvungen att försörja sig som journalist med konstnärskapet som en bisyssla. Hans konst består av porträtt, stilleben, figurer och landskapsskildringar. Som författare utgav han bland annat diktsamlingen Ridån går upp 1926 och under pseudonymen Brodde Nisting Delsbovers 1931.